# Cornelis van Bourgondië
Cornelis van Bourgondië, ook Cornelis van Beveren werd omstreeks 1420 geboren als bastaardzoon van Filips de Goede bij Catherine Schaers. Cornelis van Bourgondië stierf in 1452 bij de Slag van Bazel, en werd begraven in de Kathedraal van Sint-Michiel en Sint-Goedele te Brussel. Als afstammelingen van hem zijn bekend Jeroom, die kanunnik werd, en Jan bastaard van Bourgondië († 7 augustus 1479), heer van Elverdinge en Vlamertinge, raadgever en kamerheer van zijn halfbroer Karel de Stoute.
Cornelis van Bourgondië droeg de titel Groot-bastaard van Bourgondië, en hij was tevens heer van Beveren en van Vlissingen. Na zijn dood werd hij in die titels opgevolgd door zijn halfbroer Anton van Bourgondië.